# Oltárc
Oltárc là một thị trấn thuộc hạt Zala, Hungary. Thị trấn này có diện tích 29,53 km², dân số năm 2010 là 250 người, mật độ 8 người/km².